# Klimmach

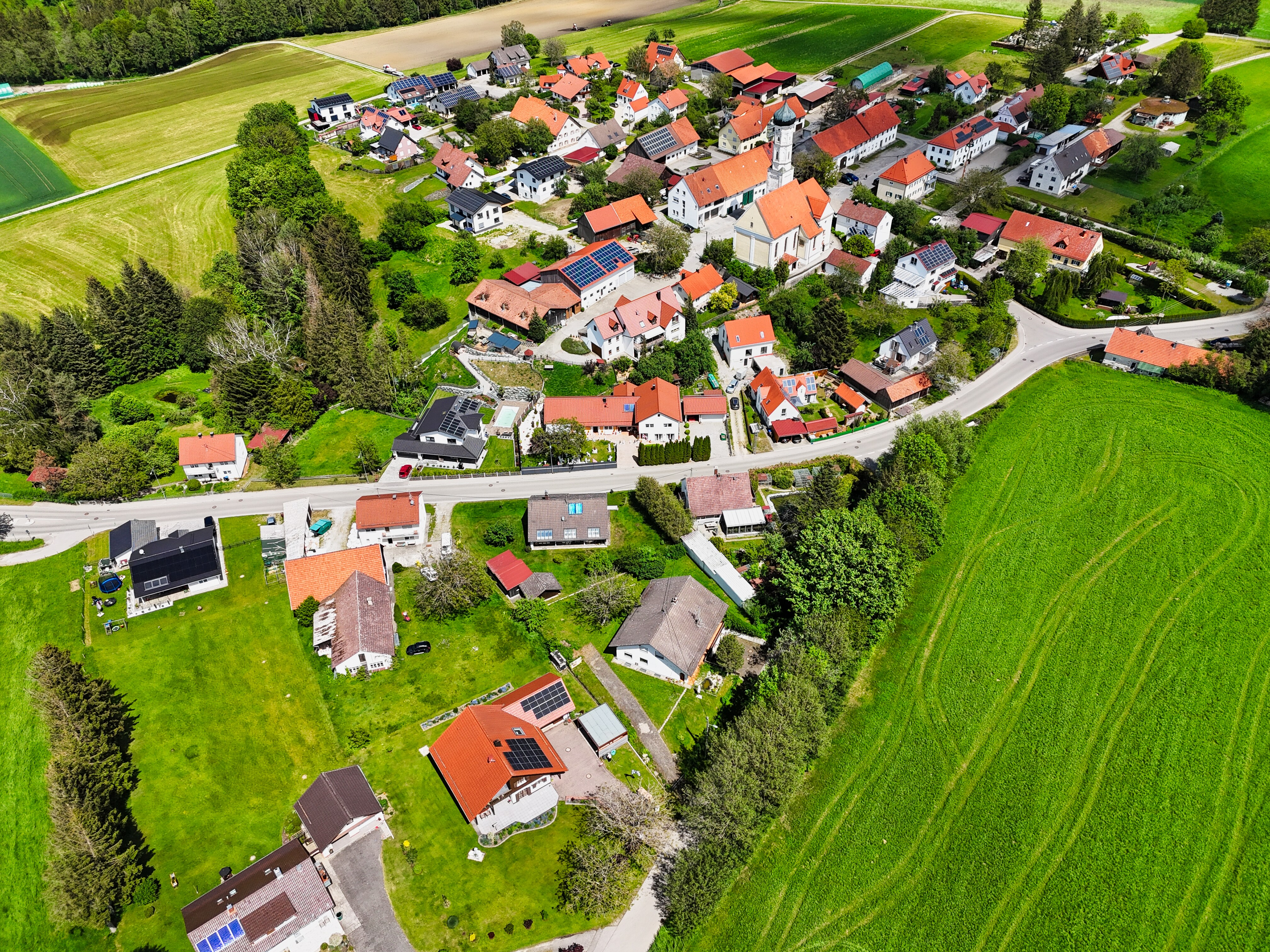
Luftbild von Klimmach

Klimmach ist ein Pfarrdorf und Stadtteil von Schwabmünchen im Landkreis Augsburg im Regierungsbezirk Schwaben in Bayern. Zur Gemarkung gehören das Dorf Leuthau, der Weiler Froschbach und das Schloss Guggenberg. Klimmach und seine Ortsteile liegen in den Stauden.
Die Kreisstraße A 3 führt von Gessertshausen über Oberschönenfeld, Weiherhof, Döpshofen, Kreuzanger, Waldberg und Eggerhof nach Klimmach, wo sie in die A 16 mündet. Die Kreisstraße A 16 führt von Walkertshofen über Münster, Zirken, Birkach, Klimmach, Leuthau und Königshausen nach Schwabmünchen.

## Geschichte
Durch das bayerische Gemeindeedikt von 1818 entstand die selbständige Gemeinde Klimmach mit Froschbach, Guggenberg und Leuthau. Bis zur Gebietsreform in Bayern am 1. Juli 1972 gehörte die selbständige Gemeinde mit ihren Ortsteilen zum Landkreis Schwabmünchen und wurde dann dem Landkreis Augsburg (zunächst mit der Bezeichnung Landkreis Augsburg-West) zugeschlagen. Am 1. Januar 1978 erfolgte die Eingemeindung in die Stadt Schwabmünchen.
Die katholische Pfarrei Mater Dolorosa in Klimmach gehört zum Dekanat Schwabmünchen im Bistum Augsburg. Zur Pfarrei gehören auch noch die Ortschaften Birkach, Froschbach und Leuthau. Guggenberg gehört zur Pfarrei Sankt Nikolaus in Großaitingen.